# Ervin Skela
Ervin Skela (Vlorë, 17 november 1976) is een Albanees voormalig voetballer (middenvelder) die tot 2019 voor FC Hanau 93 uitkwam. Eerder speelde hij onder andere voor Eintracht Frankfurt, Arminia Bielefeld en 1. FC Kaiserslautern.

## Interlandcarrière
Skela speelde sinds 2001 in totaal 75 interlands voor het Albanese nationale team en scoorde dertien keer. Hij maakte zijn debuut voor de nationale ploeg op dinsdag 15 augustus 2000 in de vriendschappelijke thuiswedstrijd tegen Cyprus (0-0). Skela trad na 78 minuten aan als vervanger van Altin Haxhi.